# Rektorenkonferenz der Fachhochschulen der Schweiz
Die Rektorenkonferenz der Schweizer Fachhochschulen (KFH) war ein Verein, zu dem sich mit der Inkraftsetzung des Schweizerischen Fachhochschulgesetzes (FHSG, 414.71) am 6. Oktober 1995 die sieben öffentlich-rechtlichen Fachhochschulen der Schweiz und die Private Kaleidos Gruppe zusammenschlossen.
Mitglieder der Konferenz waren die Fachhochschulen, vertreten durch die jeweiligen Rektoren oder Rektorinnen, die Direktorin oder der Direktor der Fachhochschulen.
Der Verein wurde durch einen Generalsekretär geführt. Erster GS war Fredy Sidler, sein Nachfolger bis Ende 2014 Thomas Bachofner.
Die KFH fusionierte Ende 2014 zusammen mit der Rektorenkonferenz der Universitäten (CRUS) und der Rektorenkonferenz der pädagogischen Hochschulen (COHEP) zur neuen schweizweiten Rektorenkonferenz der Hochschulen „swissuniversities“.

## Mitglieder
- Berner Fachhochschule (BFH)
  - Berner Fachhochschule Technik und Informatik in Bern, Biel und Burgdorf
  - Berner Fachhochschule Architektur, Holz und Bau in Biel und Burgdorf
  - Berner Fachhochschule Wirtschaft und Verwaltung, Gesundheit, Soziale Arbeit in Bern
  - Hochschule der Künste Bern in Bern und Biel
  - Hochschule für Agrar-, Forst- und Lebensmittelwissenschaften in Zollikofen
  - Eidgenössische Hochschule für Sport Magglingen in Magglingen, der BFH angegliedert
- Scuola universitaria professionale della Svizzera italiana (SUPSI)
  - Lugano: Dipartimento di arte applicata; Conservatorio della Svizzera Italiana
  - Manno: Dipartimento di economia e management; Dipartimento tecnologie innovative
  - Trevano-Canobbio: Dipartimento di lavoro sociale; Dipartimento delle costruzioni e territorio
  - Fernfachhochschule Schweiz (Fernstudium)
- Fachhochschule Nordwestschweiz (FHNW)
  - Hochschule für Angewandte Psychologie
  - Hochschule für Architektur, Bau und Geomatik
  - Hochschule für Gestaltung und Kunst
  - Hochschule für Life Sciences
  - Pädagogische Hochschule
  - Hochschule für Soziale Arbeit
  - Hochschule für Technik und Umwelt
  - Hochschule für Wirtschaft
- Fachhochschule Ostschweiz (FHO)
  - FHS Hochschule für Angewandte Wissenschaften in St. Gallen
  - Hochschule für Technik Rapperswil (HSR) in Rapperswil
  - Hochschule für Technik und Wirtschaft (HTW) in Chur
  - Interstaatliche Hochschule für Technik (NTB) in Buchs SG
- Fachhochschule Westschweiz (Haute Ecole Spécialisée de Suisse occidentale) (HES-SO)
  - HES Santé-Social de Suisse Delemont
  - Hochschule für Wirtschaft in Freiburg/Fribourg
  - Hochschule für Technik und Architektur in Freiburg/Fribourg
  - Institut für Finanz und Management (IFM) in Genf
  - Ecole d'ingenieurs de Genève
  - Haute ecole d'arts appliques de Genève
  - Conservatoire de musique de Genève
  - Institut d'etudes sociales in Genf
  - Ecole superieure d'arts visuels in Genf
  - École d'ingenieurs (agronomes) de Lullier in Jussy
  - Haute école d'arts appliqués du canton de Vaud in Lausanne
  - Conservatoire de musique de Lausanne
  - Haute Ecole de Gestion du canton de Vaud in Lausanne
  - Hotelfachschule Lausanne (EHL) in Lausanne
  - École d'ingénieurs du canton de Neuchâtel in Le Locle
  - Hochschule für Wirtschaft in Neuchâtel
  - École d’ingénieurs de Changins in Nyon
  - Haute école d'arts appliqués du canton de Neuchâtel in La Chaux-de-Fonds
  - HES-SO Wallis (HEVs) in Sion, Sierre und Visp
  - École d'ingénieurs du canton de Vaud in Yverdon
- Hochschule Luzern (HSLU) in Luzern, Horw und Zug
- Zürcher Fachhochschule (ZFH)
  - Zürcher Hochschule für Angewandte Wissenschaften (ZHAW), bestehend aus der ehemaligen HAP, HSSAZ, HSW, HSZ-T und ZHW
  - Zürcher Hochschule der Künste (ZHdK), bestehend aus der ehemaligen HGKZ und HMT
  - Pädagogische Hochschule Zürich (PHZH)
  - Hochschule für Wirtschaft Zürich (HWZ)
  - Interkantonale Hochschule für Heilpädagogik Zürich (HfH), der ZFH angegliedert
- Private Trägerschaft: Kalaidos Fachhochschule (genehmigt 2005)